# DSV-5 Nemo

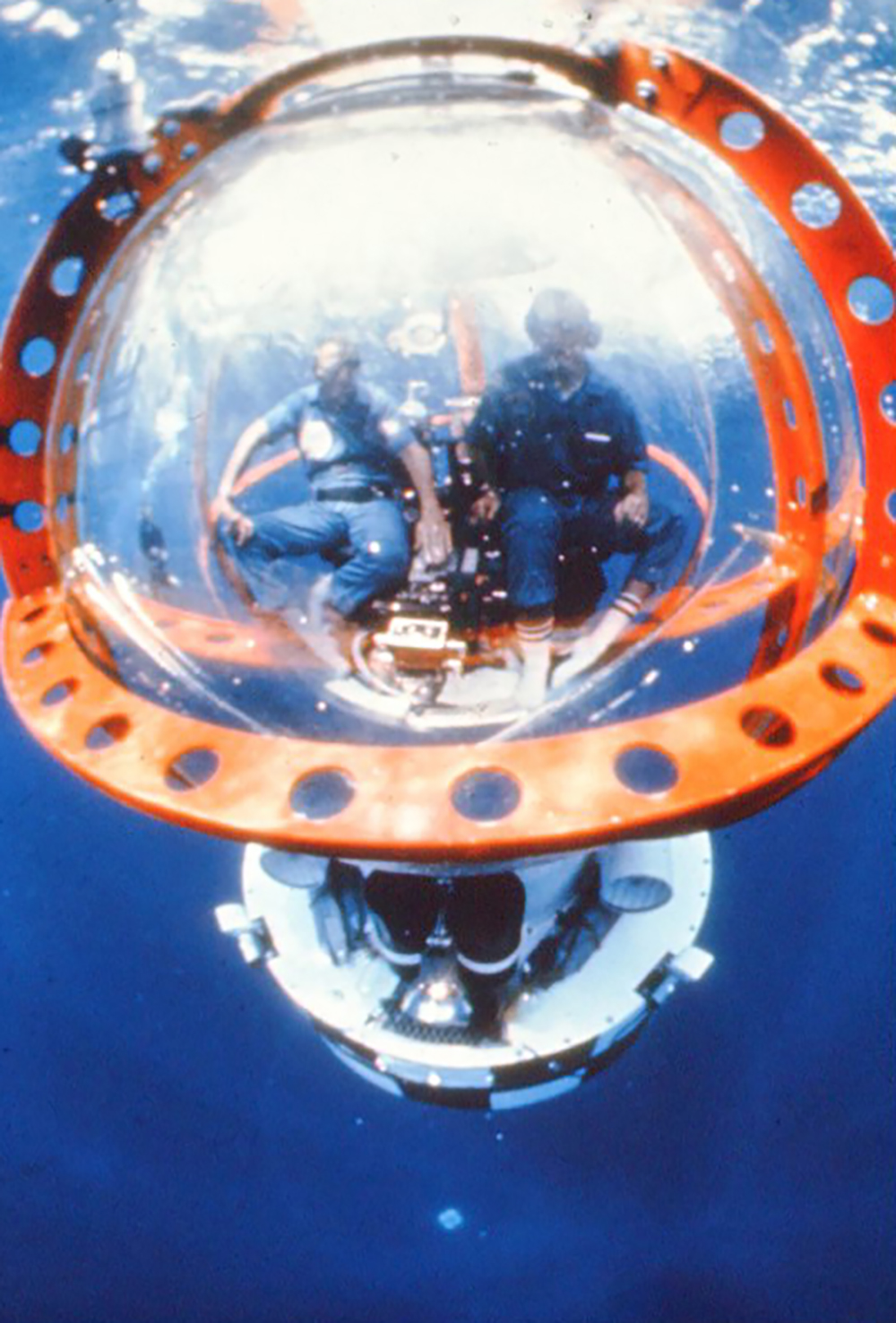
Le sous-marin sous l'eau.

Le DSV-5, surnommé Nemo, est un sous-marin de poche appartenant à l'United States Navy dont très peu d'informations sont connues. Il a été livré à l'US Navy le 1er juin 1970 et laissé aux soins d'autres organisations (peut-être la CIA) le 30 septembre 1986. 
Équipe d'un unique propulseur, il est généralement considéré comme faisant partie de la classe Alvin même si aucun document ne permet de l'attester. Son seul statut de Deep Submergence Vehicles dont cinq unités ont été construites permet de le supposer.
Il est d'autant plus difficile de trouver des informations au sujet de ce sous-marin qu'il existe un observatoire sous-marin nommé NEMO pour Naval Experimental Manned Observatory,.